# Taamo
Taamo (japanisch タアモ; * 26. Januar in der Präfektur Osaka) ist eine japanische Mangaka. Mehrere ihrer Werke erschienen auch auf Deutsch und die Serie Haus der Sonne wurde in Japan ein Verkaufserfolg. 

## Werdegang und Werk
Zunächst erschienen von Taamo Kurzgeschichten, die erste davon Tenohira o Kasanete im Magazin Deluxe Bessatsu Shōjo. Auch danach wurden die meisten ihrer Mangas in Magazinen für jugendliche Mädchen veröffentlicht. Meist sind ihre Geschichten Romanzen und Dramen und spielen im Schulalltag. Hatsukoi Rocket von 2005 war ihre erste kurze Serie. Sie erzählt von einem Mädchen, das davon träumt zum Mond zu fliegen, und das sich in ihren Klassenkameraden verliebt. Es folgten weitere kurze Serien, Kurzgeschichten und Anthologiebeiträge, ehe 2010 mit Haus der Sonne eine längere Serie startete. Ab 2016 erschien die Serie bei Tokyopop als erste von Taamo auch auf Deutsch. Die Geschichte dreht sich um ein Mädchen, dass nach der Wiederheirat des Vaters beim Nachbarsjungen einzieht. In Japan verkauften sich die Bände jeweils über 60.000 Mal.
Auch Wo die Liebe anfängt… wurde ins Deutsch übersetzt. Die fünf Bände umfassende romantische Komödie erzählt von Zwillingen, von denen eine stets Glück und die andere Pech hat, bis der zweiten von einem Jungen die Liebe gestanden wird. Seit 2021 erschien auf Deutsch auch Verlobt mit Atsumori-kun, eine Geschichte um die Liebe zwischen mehreren Schülern vom Land und aus der Stadt, denen eine arrangierte Verlobung im Wege steht. 

## Bibliografie (Auswahl)
- Hatsukoi Rocket (初恋ロケット, 2005, 1 Band)
- Shōjo no Melancholy (少女のメランコリー, 2005–2006, 1 Band)
- Ano Ko to Boku no Ie (あのこと ぼくのいえ, 2006, 1 Band, Kurzgeschichtensammlung)
- Isshoni Ofuro (いっしょにおふろ, 2006–2007, 1 Band)
- Wagahai wa Yome de Aru (吾輩は嫁である。, 2007, 1 Band, Kurzgeschichtensammlung)
- Koitsukiyo no Himegoto (恋月夜のひめごと, 2007, 1 Band)
- Onegai, Sensei (お願い、せんせい, 2007–2008, 1 Band)
- Rifle Shōjo (ライフル少女, 2008, 1 Band)
- Sunu Sumu Muriku no Koibito (スヌスムムリクの恋人, 2009, 2 Bände, Zeichnungen für Shinji Nojima)
- Haus der Sonne (たいようのいえ Taiyō no Ie, 2010–2015, 13 Bände)
- Ashi-san (アシさん, 2011, 3 Bände)
- Wo die Liebe anfängt… (地球のおわりは恋のはじまり Chikyū no Owari wa Koi no Hajimari, 2014–2017, 5 Bände)
- Verlobt mit Atsumori-kun (あつもりくんのお嫁さん Atsumori-kun no Oyome-san, 2018–2021, 6 Bände)
- Itoshi no Kanojo wa Kakure Otaku (愛しの彼女が隠れオタク, seit 2019, 3 Bände)
- Tsumugu to Koi ni Naru Futari (つむぐと恋になるふたり, 2021–2023, 4 Bände)